# 輕部潤子
輕部潤子，是日本漫畫家。

## 經歷
1984年於《mimi》出道。開始在同出版社的雜誌月刊《Kiss》上連載漫畫。
1994年描述失聰者成長故事的作品《心言手語》獲得第18屆講談社漫畫賞少女向部門賞。
《心言手語》於1997年由朝日電視台改拍為真人電視劇，該電視劇以一年拍一集特別篇的方式製作，從1997年播放到2001年，並於1998年得到日本的ATP賞。